# Dendrobium mutabile

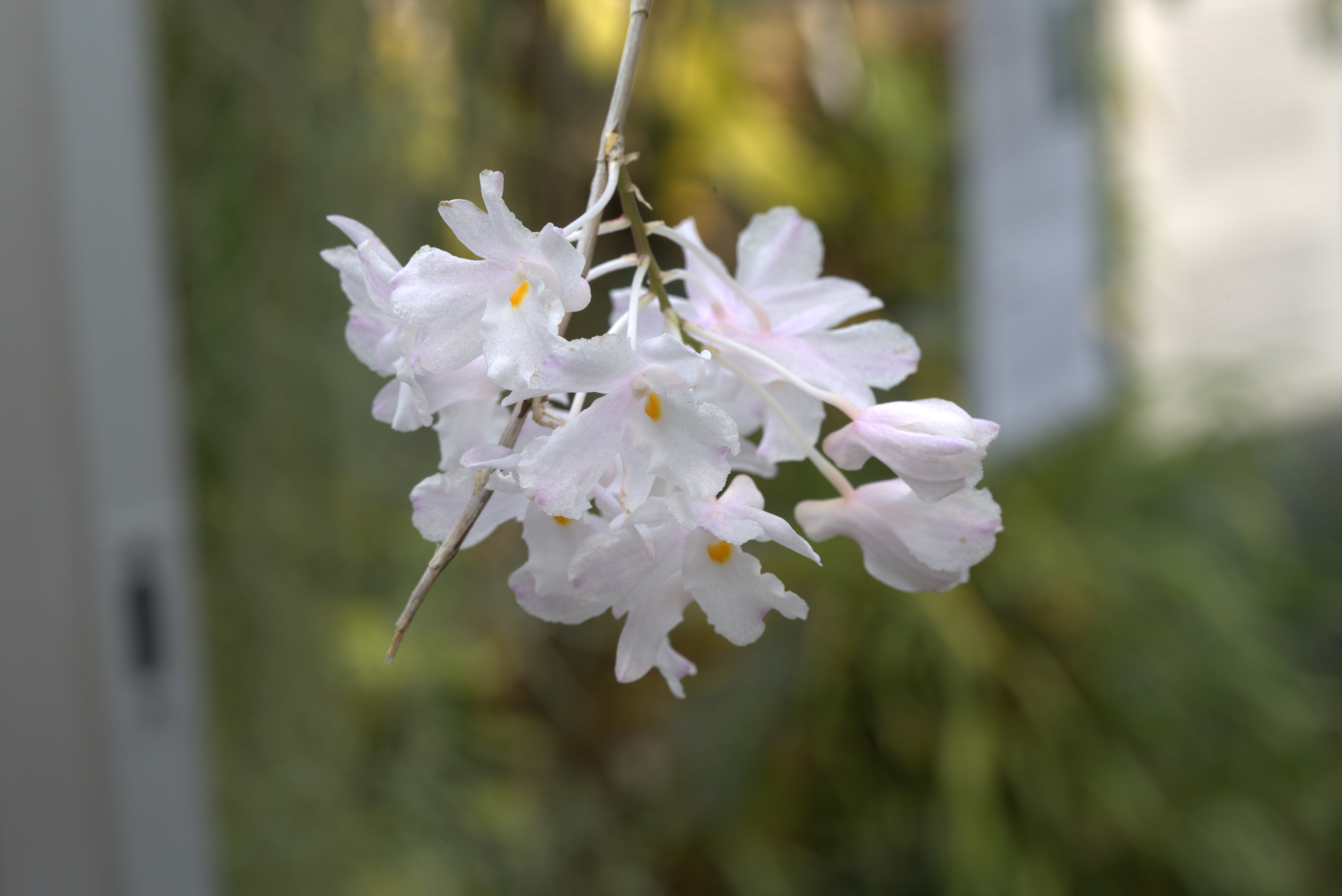
Dendrobium mutabile

Dendrobium mutabile là một loài lan trong chi Lan hoàng thảo.